# Johann George Schmidt

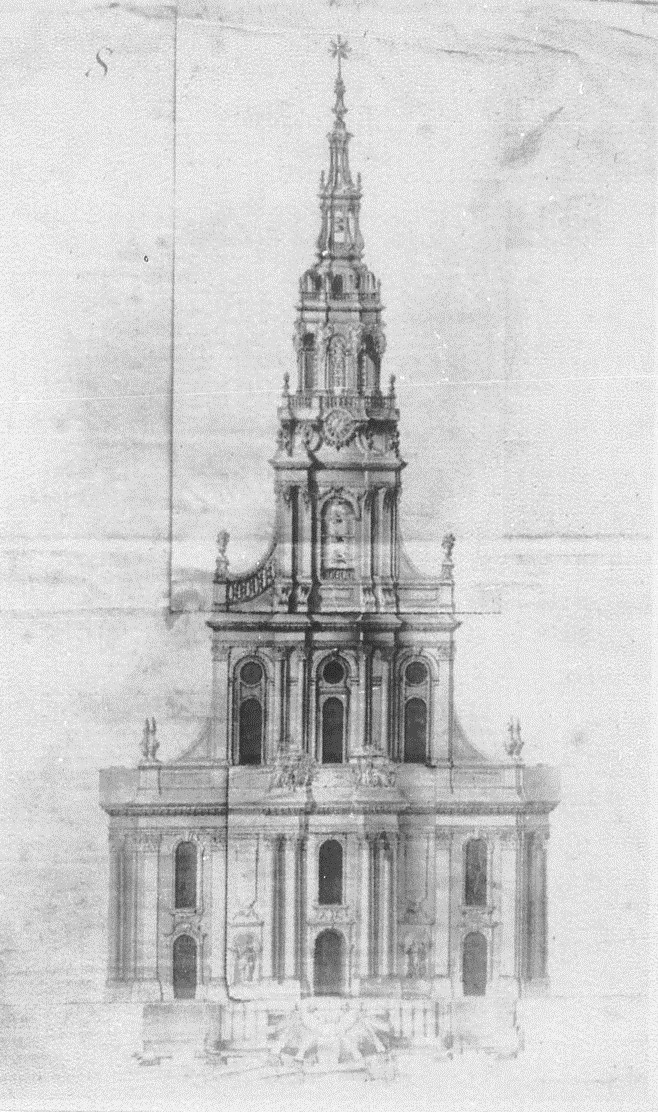
Nicht ausgeführter Entwurf Schmidts zum Kirchturm der Dresdner Kreuzkirche

Johann George Schmidt (auch Johann George Schmiedt genannt; * 1707 in Fürstenwalde bei Geising; † 24. Juli 1774 in Dresden) war ein Dresdner Baumeister des Spätbarock und Ratszimmermeister der Stadt.

## Leben
Er machte eine Ausbildung zum Zimmermann und arbeitete als 25-Jähriger mit seinem Cousin George Bähr bei der Errichtung der Frauenkirche und Dreikönigskirche, so erstellte er Zeichnungen und Modelle. Im Todesjahr George Bährs erwarb er das Meisterrecht. Am 8. Januar 1739 erwarb er das Dresdner Bürgerrecht. Am 1. April 1740 heiratete er die Witwe George Bährs und bezog das Haus Bährs, An der Mauer 2. Er arbeitete als Zimmermeister am Bau der Katholischen Hofkirche Chiaveris mit. Von 1744 bis 1748 erbaute er die Stadtkirche in Großenhain. 1764 wurde er Ratsbaumeister in Dresden.
Schmidt starb am 24. Juli 1774, er wurde auf dem Johanniskirchhof beerdigt.

## Werk
Bekannt wurden seine Bauten, die nach der Zerstörung Dresdens während des Siebenjährigen Krieges entstanden. Er gilt als Erbauer der zweiten Annenkirche sowie zusammen mit Christian Friedrich Exner als Baumeister der Kreuzkirche. Gemeinsam mit Johann Gottfried Fehre führte er den Bau der Dreikönigskirche aus, gemeinsam mit Johann Friedrich Knöbel das Gewandhaus. Von 1746 bis 1748 schuf er mit Fehre die Marienkirche in Großenhain.
Auch die Neue Kirche auf Schloss Weesenstein wird ihm zugeschrieben. Ebenfalls stammen von ihm mehrere Privathäuser, darunter das Haus Große Brüdergasse 25 in Dresden.

## Sonstiges
Schmidt war Schwager, Schüler und Nachfolger von George Bähr.

## Bilder

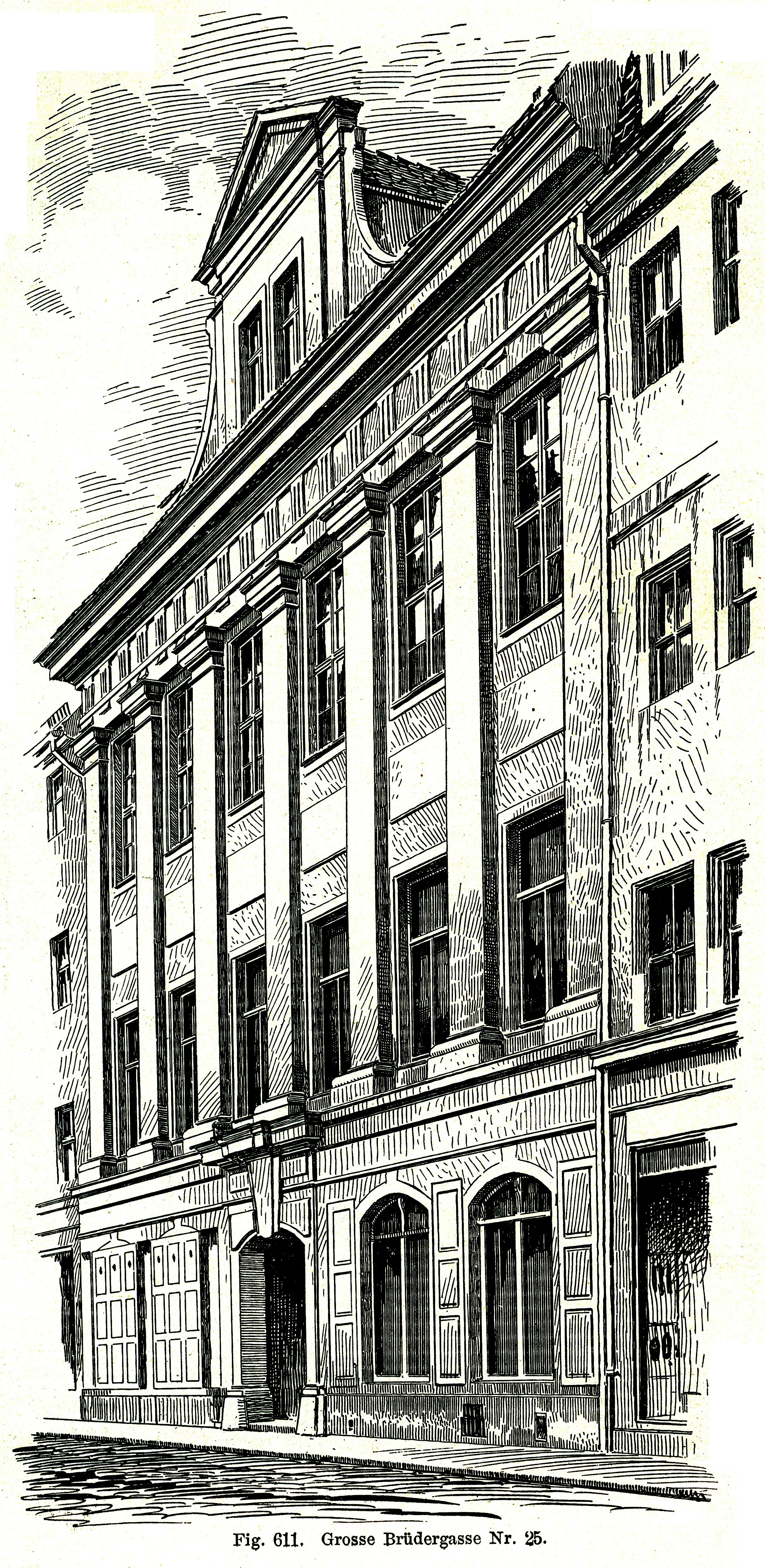
Dresden, Große Brüdergasse Nr. 25
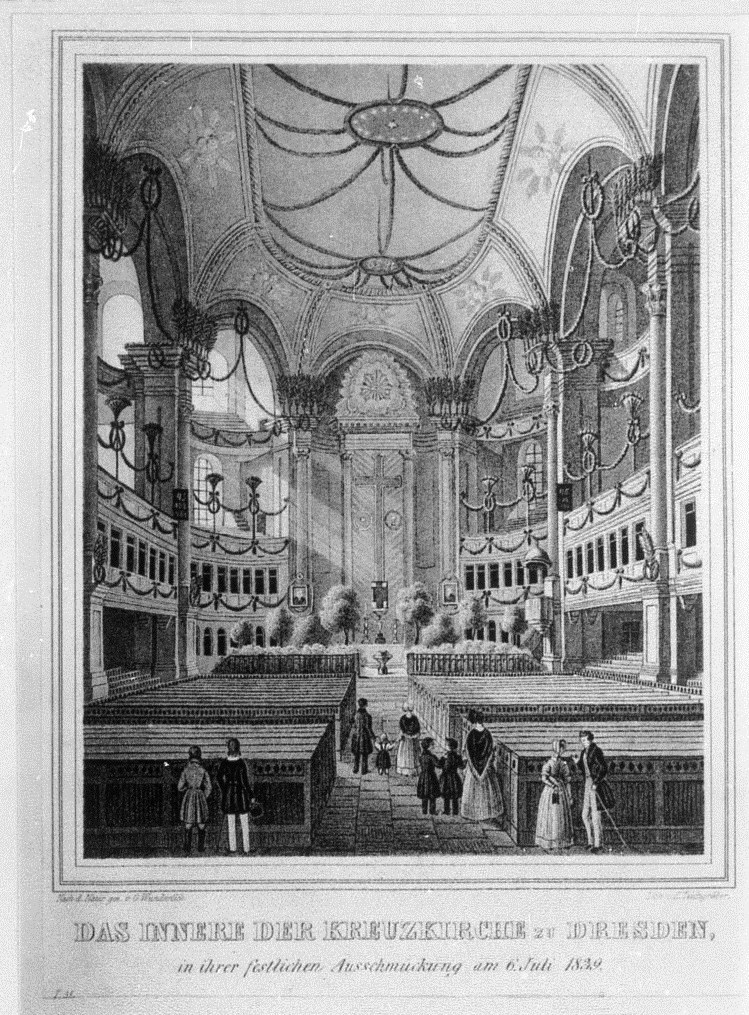
Das Innere der Kreuzkirche in ihrer festlichen Ausschmückung am 6. Juli 1839, fertiggestellt nach Entwürfen Schmidts
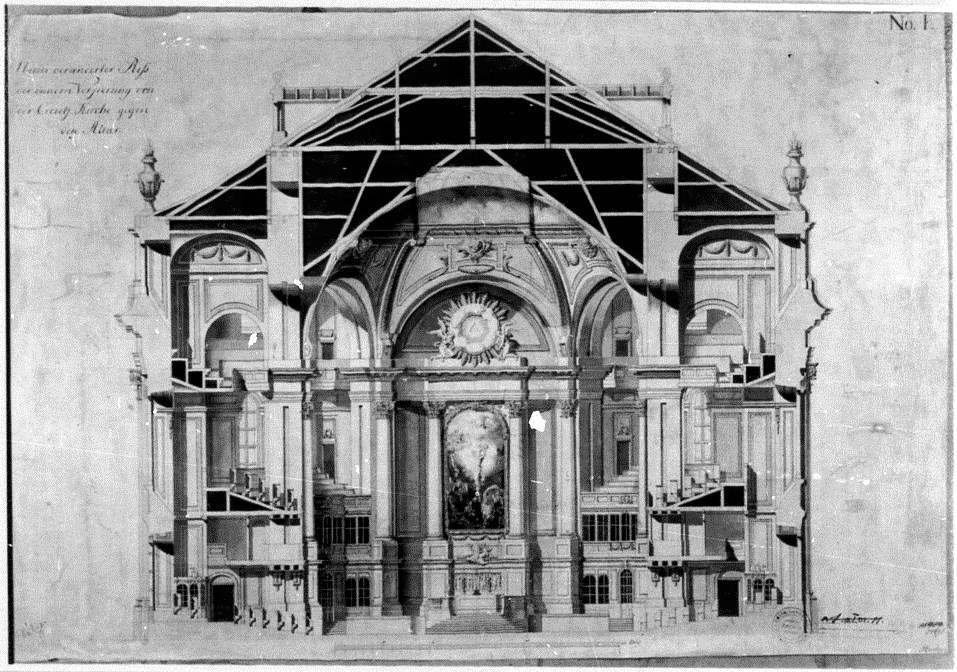
Dresden Kreuzkirche Schnitt durch die Kirche, veränderter Riss (gegen den Altar)